# Southwest-Airlines-Flug 1248
Southwest-Airlines-Flug 1248 war ein Flug der US-amerikanischen Fluggesellschaft Southwest Airlines mit einer Boeing 737-7H4, die am 8. Dezember 2005 aus Baltimore kommend bei der Landung am Flughafen Chicago-Midway über das Ende der Landebahn hinausschoss und auf einer Straße zum Stehen kam. Dort begrub die Maschine ein Auto unter sich, wobei ein sechsjähriger Junge, Joshua Woods, starb, die anderen vier Familienmitglieder wurden leicht bis teilweise schwer verletzt.

## Ablauf
Am Donnerstag, den 8. Dezember 2005, startete die Maschine, eine Boeing 737-700 der Southwest Airlines, von Baltimore nach Chicago. Aufgrund starken Schneefalls am Zielflughafen erfolgte der Start mit zwei Stunden Verspätung.
Die der Cockpitcrew mitgeteilten Wetterinformationen meldeten zuletzt Rückenwinde von 8 Knoten für die geplante Landebahn 31C. Das Flugbetriebshandbuch und die Richtlinien der Fluggesellschaft erlaubten Landungen bei maximal 10 Knoten. Bei schlechter Bremswirkung, wie es z. B. bei Schnee und Eis der Fall sein kann, reduzierte sich die maximale Windgeschwindigkeit auf 5 Knoten. Dem folgend entschied die Crew, einen Ersatzflughafen (Kansas City oder St. Louis, Missouri) anzufliegen, sollten schlechte Bedingungen für die gesamte Landebahn gemeldet werden. Berechnungen des „On Board Performance Computers“ ergaben fälschlicherweise, dass das Flugzeug in einem solchen Fall und 10 Knoten Rückenwind ca. 12 Meter vor Ende der Landebahn zum Stillstand kommen würde.
Um 19:12 Uhr Ortszeit (CST) erhielt die Maschine durch die Flugsicherung Landefreigabe für die Landebahn 31C. Die geschätzte Bremswirkung wurde zuletzt als „mittelmäßig“ für die erste, und „schlecht“ für die zweite Hälfte der Landebahn übermittelt, was als ausreichend erachtet wurde.
Die Maschine setzte ordnungsgemäß auf, sodass noch etwa 1400 Meter der 1988 Meter langen Bahn zum Abbremsen übrig blieben. Die Crew nutzte das automatische Bremssystem auf maximaler Einstellung, bemerkte jedoch wenige Sekunden nach der Landung eine mangelhafte Geschwindigkeitsreduktion und bremste daraufhin manuell. Erst 15 Sekunden nach dem Aufsetzen aktivierte der erste Offizier den Umkehrschub, nachdem er bemerkt hatte, dass dies bisher noch nicht erfolgt war.
Aufgrund der zu hohen Geschwindigkeit schoss die Boeing über das Landebahnende hinaus, verlor ihr Bugfahrwerk, durchbrach zwei Zäune und erreichte schließlich eine öffentliche Straße, wo sie mit einem in Richtung Norden fahrenden Fahrzeug kollidierte, bevor sie um 19:14 Uhr – mit der Nase auf dem Boden – zum Stehen kam.

## Ermittlungen
Direkt nach dem Unfall nahm das National Transportation Safety Board (NTSB) die Untersuchungen auf. Als Hauptursache für den Unfall stellte es das zu späte Aktivieren des Umkehrschubs fest, was zu einem zu langen Bremsweg führte. Beide Piloten gaben an, durch das automatische Bremssystem abgelenkt gewesen zu sein und daher übersahen, den Umkehrschub rechtzeitig zu aktivieren, wodurch dieser erst 18 Sekunden nach der Landung seine volle Wirkung entfalten konnte. Die Piloten hatten zuvor keinerlei Erfahrung – auch nicht im Simulator – mit dem neuen automatischen Bremssystem.
Das NTSB gab der Fluggesellschaft eine Mitschuld aufgrund folgender Punkte:
- Southwest Airlines hatte keine gut verständlichen und in sich schlüssigen Anweisungen und Schulungen zu Landeberechnungen gegeben. Während die Fluggesellschaft davon ausging, dass bei gemischten Angaben zu den Bremseigenschaften einer Landebahn die schlechteste als Grundlage genommen wird, wurde dies den angestellten Piloten nicht durchgängig vermittelt und dementsprechend auch nicht befolgt. Das NTSB fand für den Unfalltag mehrere Fälle, in denen andere Crews ähnlich der des Southwest-Airlines-Flugs 1248 handelten.
- Die Entscheidung über die Landung wurde durch mangelhaftes Design und Programmierung des „On Board Performance Computers“ (OPC) gestört. Dieser Computer, ein Laptop der Fluggesellschaft, wird genutzt, um die Möglichkeit einer Landung und den nötigen Bremsweg zu berechnen und zeigte der Crew des Flugs 1248 selbst für die schlechtesten Bedingungen eine ausreichend lange Landebahn an, was jedoch nicht korrekt war:

1. Bei der Eingabe einer schlechten Bremswirkung wurden Rückenwinde über 5 Knoten ignoriert, da dies der maximal erlaubte Wert gemäß Richtlinien darstellte. Hierüber wurde der Nutzer jedoch nicht informiert, die Berechnung bei einer Eingabe von 8 oder 10 Knoten erfolgte immer mit 5 Knoten, obwohl Gegenteiliges angezeigt wurde. Das NTSB geht davon aus, dass die Piloten bei korrekter Berechnung vorsichtiger entschieden hätten.
2. Der OPC geht bei der Berechnung des Bremsweges von der manuellen Aktivierung der Schubumkehr aus, was die Bremsleistung positiv beeinflusst. Dies war jedoch den Piloten der Unfallmaschine nicht bekannt, da der Computer hierüber keine Angaben machte und die Handbücher mangelhaft waren. Auch in diesem Fall geht das NTSB davon aus, dass sich die Crew mit dem Wissen eher für einen Ausweichflughafen entschieden hätte.

- Die Einführung eines neuen automatischen Bremssystems, ohne den Piloten die Möglichkeit zu geben, sich in einer Übergangsphase darauf einzustellen und unter leichteren Wetterbedingungen und längeren Landebahnen zu üben, wurde als schlecht beurteilt. Dies zwang die Crew dazu, unter den in Chicago schwierigen Bedingungen ihre erste Landung mit diesem System durchzuführen, was von der rechtzeitigen Aktivierung des Umkehrschubes ablenkte. Auch andere Piloten der Gesellschaft berichteten über Ablenkungen während der ersten Landungen.

Ebenfalls zum Unfall beigetragen hat laut NTSB die Entscheidung der Piloten, keinen Ausweichflughafen anzufliegen und trotz kritischer Bedingungen eine Landung in Chicago Midway Airport mit seinen sehr kurzen Landebahnen zu versuchen. Der nächstgelegene Flughafen ist der 20 Meilen entfernte Chicago O’Hare International Airport, der wesentlich längere Landebahnen aufweist.
Schließlich stuft das NTSB als für die Schwere des Unfalls ausschlaggebend ein, dass, obwohl der Flughafen nur geringe Sicherheitsabstände zu ziviler Infrastruktur besitzt, kein Engineered Materials Arrestor System (EMAS) vorhanden war.

## Folgen
Das NTSB empfahl unter anderem folgende Maßnahmen:
- Verpflichtende Berechnungen vor der Landung (und nicht wie bisher nur vor Flugantritt) mit aktualisierten Daten zu Wetter- und Landebahnzustand mit ausreichendem Sicherheitsfaktor von mind. 15 Prozent.
- Bei der Berechnung soll künftig die schlechteste Bremswirkung der Landebahn ausschlaggebend sein, abzüglich eines Sicherheitsfaktors von 15 Prozent.
- Die Sicherstellung, dass alle genutzten Computer nachvollziehbare Berechnungen durchführen und die Nutzer über alle wichtigen Faktoren informiert werden
- Verbesserte Schulungen der Piloten
- Änderung der Landeprozedur, so dass der nicht fliegende Pilot künftig den Zustand der Schubumkehr sofort nach dem Aufsetzen kontrolliert (sofern vorhanden)
- Die Schubumkehr sollte nicht mehr bei Berechnung des Bremswegs berücksichtigt werden.

Heute ist es üblich vor und hinter neuen Landebahnen sogenannte „Runway Safety Area“, zu Deutsch “Landebahn-Sicherheitszone” frei zu halten. Damit ist es weniger gefährlich, wenn ein Flugzeug über die Landebahn hinausschießt.
Die Landebahnen am Flughafen Chicago-Midway wurden seit 2007 mit EMAS ausgestattet, die von der Landebahn rollende Flugzeuge bremsen sollen.